# Алекперзаде, Абульгасан Алибаба оглы
Абульгасан Алекперзаде (азерб. Əbülhəsən Əlibaba oğlu Ələkbərzadə 12 марта 1904—1986) — азербайджанский и советский писатель и журналист. Автор первого романа советского Азербайджана. С 1934 года член Союза Писателей Азербайджанской ССР, народный писатель Азербайджанской ССР (1979). Награждён орденом «Знак Почёта».

## Биография
Абульгасан Алекперзаде родился 12 марта 1906 в селе Баскал Шемахинского уезда. В Баскале учился в 4-летней русско-татарской школе, затем окончил трехмесячные курсы учителей. В 1921 году поступил в Бакинскую учительскую семинарию, по окончании которой стал заниматься преподавательской деятельностью в Дербенте. В 1932 окончил Бакинский педагогический институт.
Являлся главным редактором Азербайджанского комитета по кинематографии, в разное время два раза занимал должность главного редактора журнала «Азербайджан».
Участвовал в Великой Отечественной войне.
Абульгасан Алекперзаде скончался в 1986 году в Баку.

### Литературные произведения
- Сборник произведений в 3 томах. Баку. 1985.
- «Мир рушится» (роман), написанный в 1933 году .
- «Внуки старой Тамаши» (1957).
- «Подъёмы» (1930)
- «Бастионы дружбы» (ч. 1—4, 1948—67)